# Kabupaten Karimun
Kabupaten Karimun (engelska: Karimun Regency) är ett kabupaten i Indonesien.   Det ligger i provinsen Kepulauan Riau, i den västra delen av landet, 900 km norr om huvudstaden Jakarta. Antalet invånare är 223 707. Kabupaten Karimun ligger på ön Pulau Kundur.